# بریس توتو
بریس توتو (انگلیسی: Brice Tutu؛ زادهٔ ۱۱ ژانویهٔ ۱۹۹۸) بازیکن فوتبال است.
از باشگاه‌هایی که در آن بازی کرده‌است می‌توان به باشگاه فوتبال کان اشاره کرد.